# Baltasar Fontanilles
Baltasar Fontanilles i Maçana (segle xvii-segle xviii). Prior president del Monestir de Poblet (1708-1713) i posteriorment Abat de Poblet (1720-1724).
En plena Guerra de Successió, l'Abat de Poblet Francesc Dorda donà suport a la causa de l'Arxiduc Carles i aquest el nomenà Vice-Tresorer General i president del seu Consell d'Hisenda el 1705. L'estada quasi permanent de Dorda a Barcelona l'obligà a deixar el Monestir en mans del seu segon, el pare prior Baltasar Fontanilles.
El 1708, Carles III d'Aragó nomena Francesc Dorda Bisbe de Solsona. Fou aleshores quan Baltasar Fontanilles és nomenat Prior president del Monestir de Poblet. Sota el seu mandat es bastí el retaule de la Mare de Déu dels Àngels de l'església conventual però el 1713 Fontanilles es veié obligat a endeutar-se a través d'un censal de
mil lliures amb el batlle del Pla de Santa Maria «per a subvenir diffarents necessitats... En què es trobavan per l'ocurrència de les guerras, malas cullitas y altres contratemps.» Poc després, s'escolliria un nou abat en la persona del pare Josep Escuder.
Anys més tard, el pare Baltasar Fontanilles fou escollit Abat de Poblet (1720) i va fer arreglar part de la façana d'entrada al monestir amb columnes salomòniques, projecte que havien iniciat els germans Lluís i Pere Antoni d'Aragó, del llinatge dels Cardona.